# Japanische Literatur

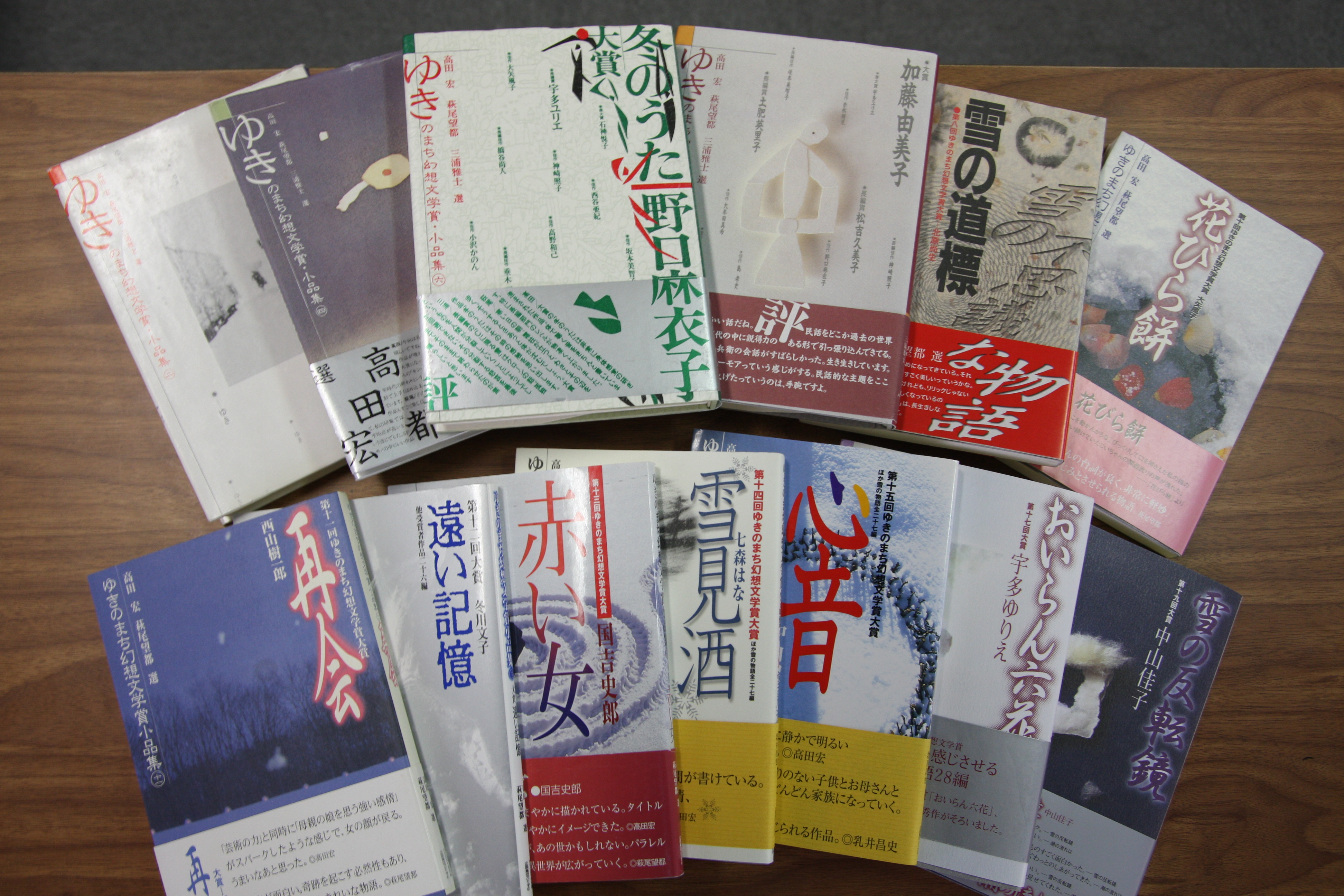
Was macht die japanische Literatur aus?

Unter japanischer Literatur (jap. 日本文学 Nihon Bungaku oder auch Kokubungaku 国文学) versteht man die in japanischer Sprache verfasste Literatur. Sie umfasst einen Zeitraum von circa 1300 Jahren, vom Kojiki bis zur Gegenwart, und sie entwickelte sich unter verschiedenen Einflüssen, wie dem Chinas oder Europas.
Die japanische Literatur besitzt eine Vielzahl eigener Formen und spezifischen Themata, die mit der Ideen- und Kulturgeschichte einhergehen. So gab und gibt es beispielsweise eine ausgeprägte, wenngleich nicht immer kontinuierliche Tradition einflussreicher schreibender Frauen. Einmalig in der Weltliteratur ist auch die Sonderform der Atombombenliteratur (原爆文学, Gembaku Bungaku), die sich thematisch mit den beiden Atombombenabwürfen über Hiroshima und Nagasaki befasst.

## Definition und Gliederung
Eine festgeschriebene, sprich normative Definition der japanischen Literatur gibt es nicht. Um das, was als japanische Literatur verstanden werden kann, zu beschreiben, ist es hilfreich zunächst zwei grundsätzliche Überlegungen voranzustellen. Zum einen gilt es die Perspektive, das heißt den Standpunkt, von dem aus der Blick auf die japanische Literatur fällt, zu berücksichtigen. Ein, wie hier vornehmlich gemeint, akademisches Verständnis von japanischer Literatur in der deutschen oder auch europäischen Japanologie etwa sieht anders aus, als das Verständnis der japanischen Wissenschaft Kokubungaku (国文学). Zum anderen ist es für eine Abgrenzung des Gegenstandbereichs, also dessen, was der Begriff japanische Literatur umfasst, wichtig sich der Einzelbegriffe Literatur und japanisch zu vergewissern.
Literatur wurde in Europa, abgeleitet vom lateinischen Wort litterae als Gelehrsamkeit und damit als alles gelehrte Geschriebene aufgefasst. In Deutschland änderte sich diese Auffassung im 18. Jahrhundert. In der Aufklärung und der Weimarer Klassik wurde dann ein ästhetischer Anspruch an den Literaturbegriff geknüpft. Die Romantik hat diesen Literaturbegriff zudem um die Bezeichnung Dichtung bereichert. In diese Zeit fiel auch die Gliederung in die drei großen Gattungen: Lyrik, Epik und Dramatik, die im letzten Jahrhundert noch um die Gattung Gebrauchstexte ergänzt wurde.
Das japanische Wort für Literatur, bungaku (文学) hat einen ähnlichen Bedeutungswandel erfahren, jedoch mit einem anderen zeitlichen Verlauf. In Japan ist es die vielfach als einschneidende Zäsur beschriebene Meiji-Restauration und der Beginn der Meiji-Zeit, in der sich der Bedeutungswandel vollzog. Auch hier handelte es sich um eine Bedeutungsverschiebung von Gelehrsamkeit hin zu einem Verständnis von Literatur als einem Bereich der Kunst, der vorrangig dem ästhetischen Gebrauch der Sprache als Gegenstand und Medium verpflichtet war. Dieser Entwicklung ging in der Edo-Zeit die Entstehung der „Nationalen Schule“ (Kokugaku) voran. Ausdruck eines solchen Literaturverständnisses in der Edo-Zeit war etwa der Begriff „bunbu ryōdō“ (文武両道), der die „beiden Wege der Gelehrsamkeit und Kriegskunst“ bezeichnete. Im Zuge der gesellschaftlichen und politischen Änderungen zu Beginn der Meiji-Zeit wurde das Medium der Literatur, die Sprache als Nationalsprache (kokugo) verstanden und der Literaturbegriff wurde infolgedessen auf eine Nationalliteratur (kokubungaku) eingeengt. Japanische Literatur in chinesischer Sprache und Tradition, wie sie in der Edo-Zeit noch als Inbegriff der Gelehrsamkeit galt, war mit diesem Paradigmenwechsel nicht mehr primärer Bestandteil der japanischen Nationalliteratur. Wie über 100 Jahre zuvor in Deutschland kam in Japan nun auch die Gliederung in Gattungen in Gebrauch. Einen wie auch immer abzugrenzenden hohen ästhetischen Wert zugrunde legend unterschied man in Japan zwischen einer sogenannten reinen Literatur (純文学, jun bungaku) und einer populären Unterhaltungsliteratur (通俗文学, tsūzoku bungaku). Das Adjektiv japanisch wurde in diesem Zusammenhang auf japanischsprachig verengt. Texte der Ainu und aus Ryūkyū waren damit ebenso wenig Gegenstand der japanischen Literatur, wie die volkstümliche und mündliche Literaturtradition.
Betrachtet man heute Definitionen des Begriffs kokubungaku in japanischen Lexika, so umschließt der Begriff der japanischen Nationalliteratur verstanden als Bestandteil einer Weltliteratur zumeist die von Japanern in Japanisch geschriebenen und in Japan veröffentlichten Texte, vornehmlich der reinen Literatur. Zugleich wird auch die Wissenschaft (学問, gakumon), die sich mit diesem Gegenstand befasst in die Definition von japanischer Literatur integriert und ihr damit gleichrangig zur Seite gestellt. In diesem Sinne kann man von einem engeren Verständnis der japanischen Literatur sprechen, die zugleich eher einer japanischen Perspektive entspricht.
In der Praxis zeigt sich jedoch, dass die Grenzen nicht so scharf gezogen werden, wie eine enge Begriffsbestimmung es glauben machen will. Die Gründe hierfür können unterschiedlich sein, bspw. systematischer Natur. So ist die Gattung Dramatik, wie man sie in Europa kennt, nicht ohne Mühe auf die japanische Theaterstücke- und Textproduktion anwendbar. Mit Kabuki, Nō und Jōruri etwa haben sich Ausdrucksformen entwickelt, für die es in Europa bis zur Gegenwart kaum ein Pendant gibt und die als eigenständige dramatische Ausdrucksformen gewürdigt werden müssen. Die Differenzierung in Massenliteratur und reine Literatur in Japan, die mit der Dichotomie von Trivialliteratur und kanonischer hoher Literatur in Deutschland korrespondiert und die nicht deckungsgleich ist, wird bspw. dadurch ein Stück weit ausgehebelt, dass auch populäre Literatur Bestandteil der Literaturgeschichte ist.
Auf dieser Grundlage beinhaltet ein weiter gefasstes Verständnis von japanischer Literatur auch Werke, die von Japanern in anderen Ländern und anderen Sprachen verfasst und veröffentlicht wurden sowie japanischsprachige Literatur von Nichtjapanern. Danach würden Ainu-Texte ebenso wieder zur japanischen Literatur zu zählen sein, wie Werke der in Deutschland lebenden und in deutscher Sprache schreibenden Schriftstellerin Yōko Tawada oder der koreanischstämmigen Autorin Miri Yū. Auch die ungeheuere Zahl japanischer Literaturzeitschriften und neue literarische Formen, wie das kollaborative Schreiben von Handy-Romanen können auf diese Weise als japanische Literatur erfasst werden. Diese weite Auffassung entspricht eher dem komplizierten System, als das sich die „japanische Literatur“ mit seinen vielen eigenständigen Teilgebieten darstellt und das dazu einlädt, die Perspektive auf japanische Literatur mit zu thematisieren.

### Altertum

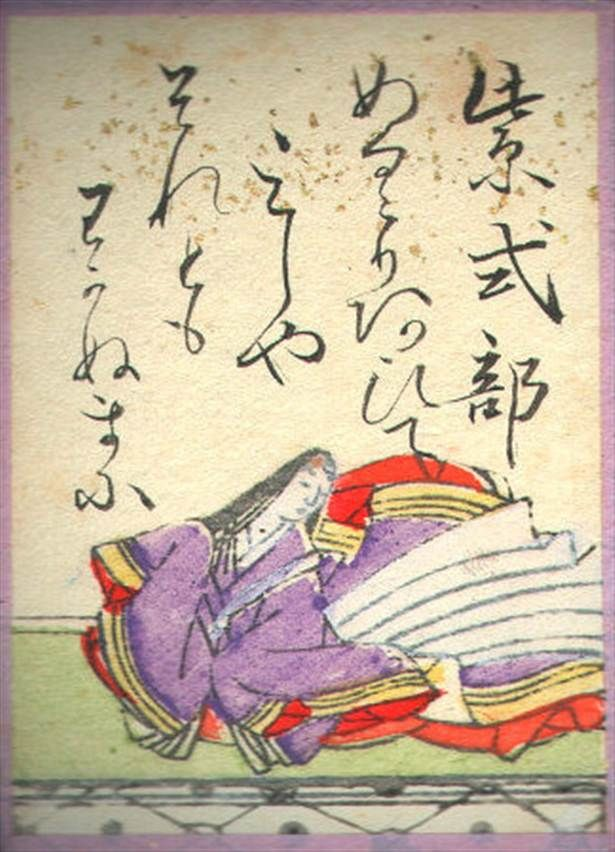
Murasaki Shikibu

##### Aufklärung und Das Wesen des Romans

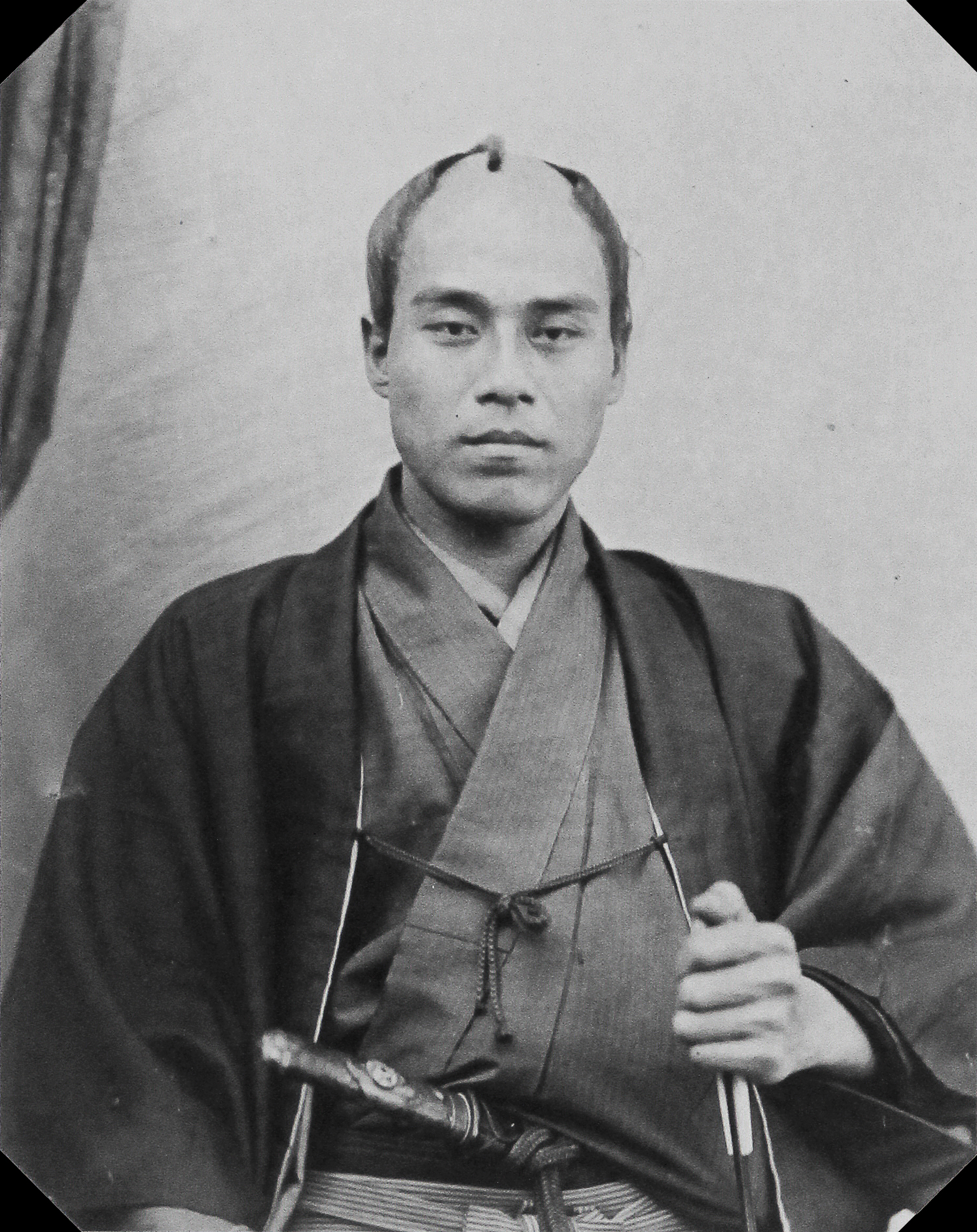
Yukichi Fukuzawa

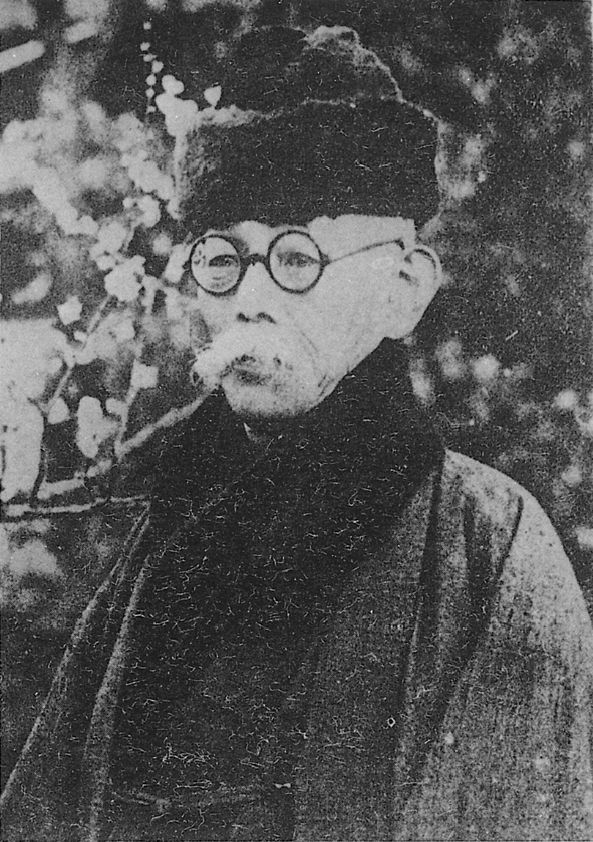
Shōyō Tsubouchi

##### Realismus und Romantik

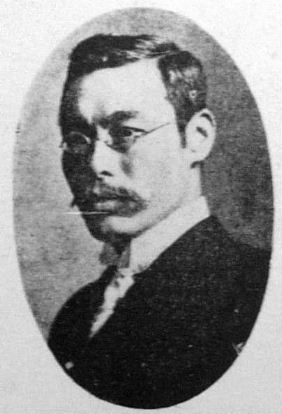
Shimei Futabatei

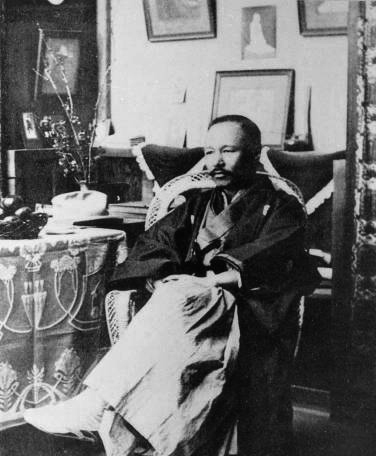
Mori Ogai

##### Naturalismus, Natsume Sōseki und Mori Ōgai

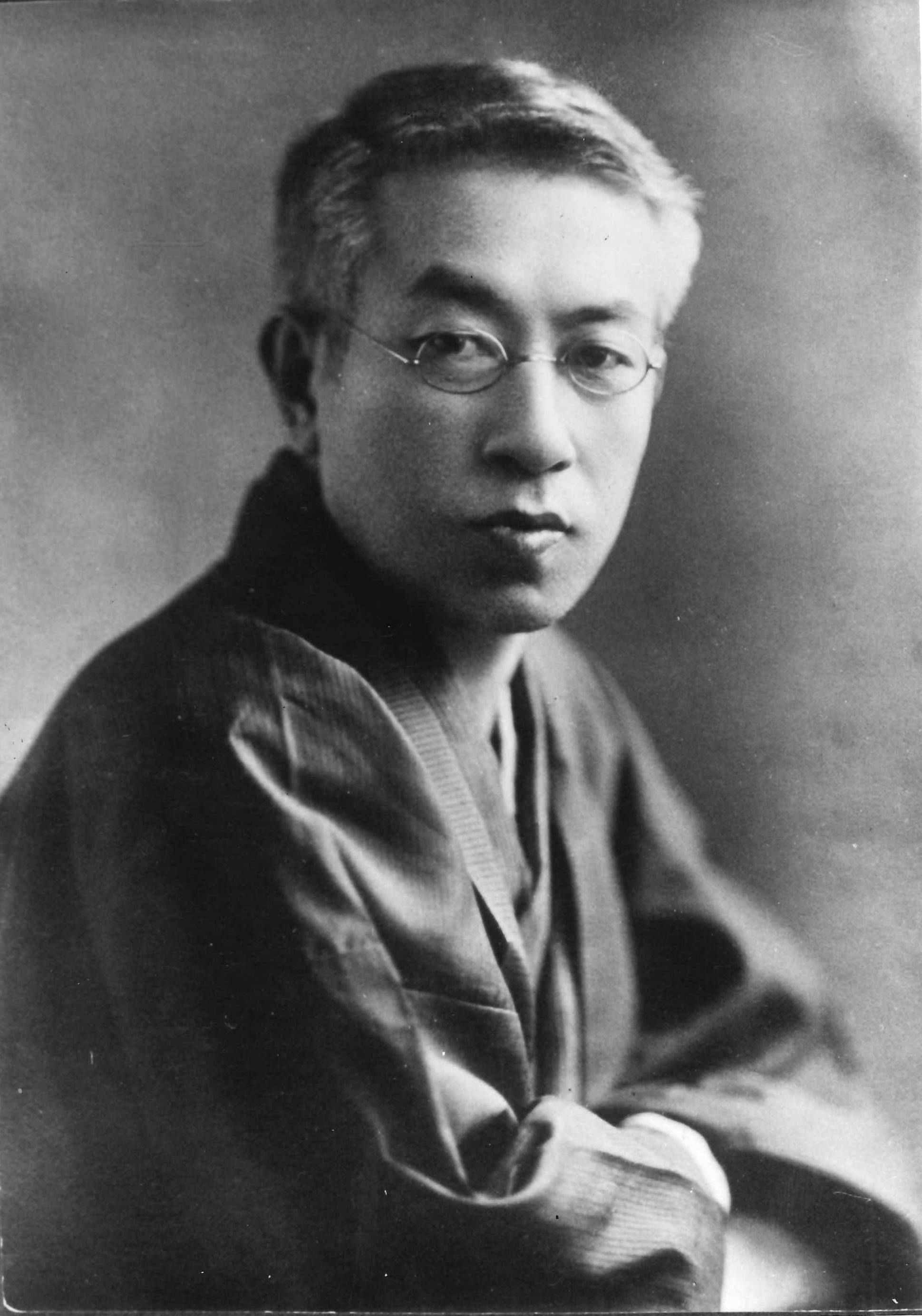
Shimazaki Toson

Natsume Soseki

#### Lyrik und Schauspiel der Meiji-Zeit

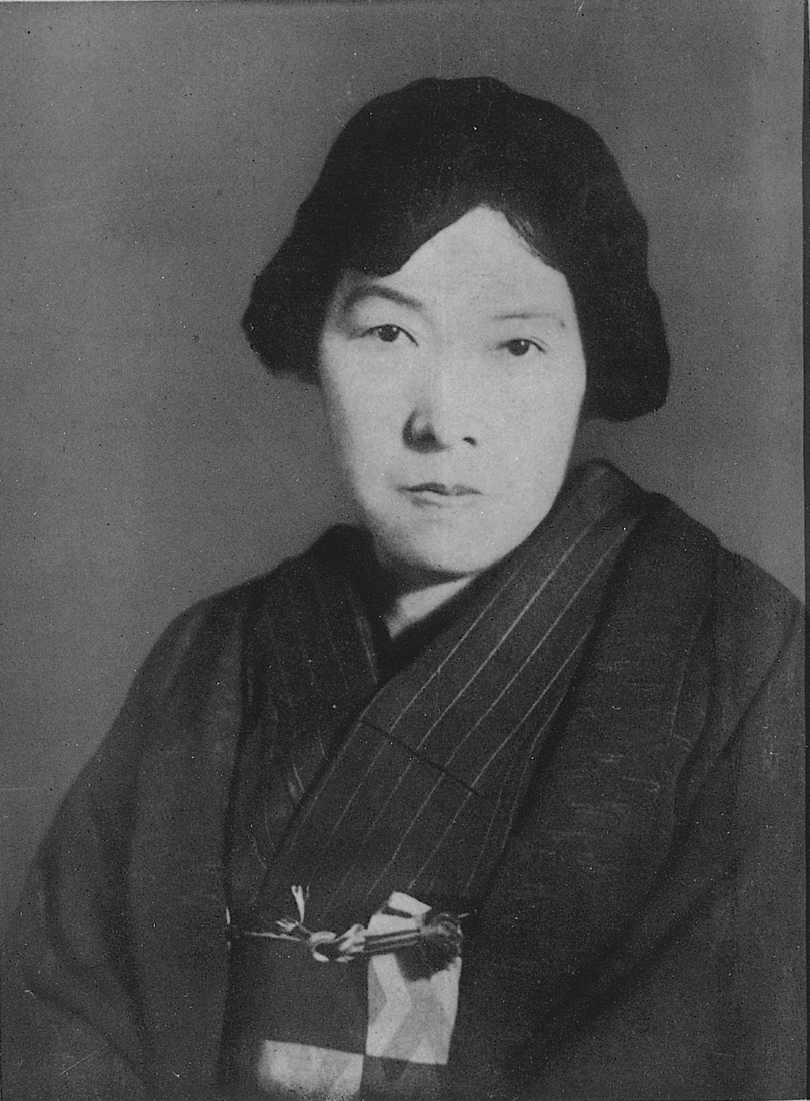
Akiko Yoasano

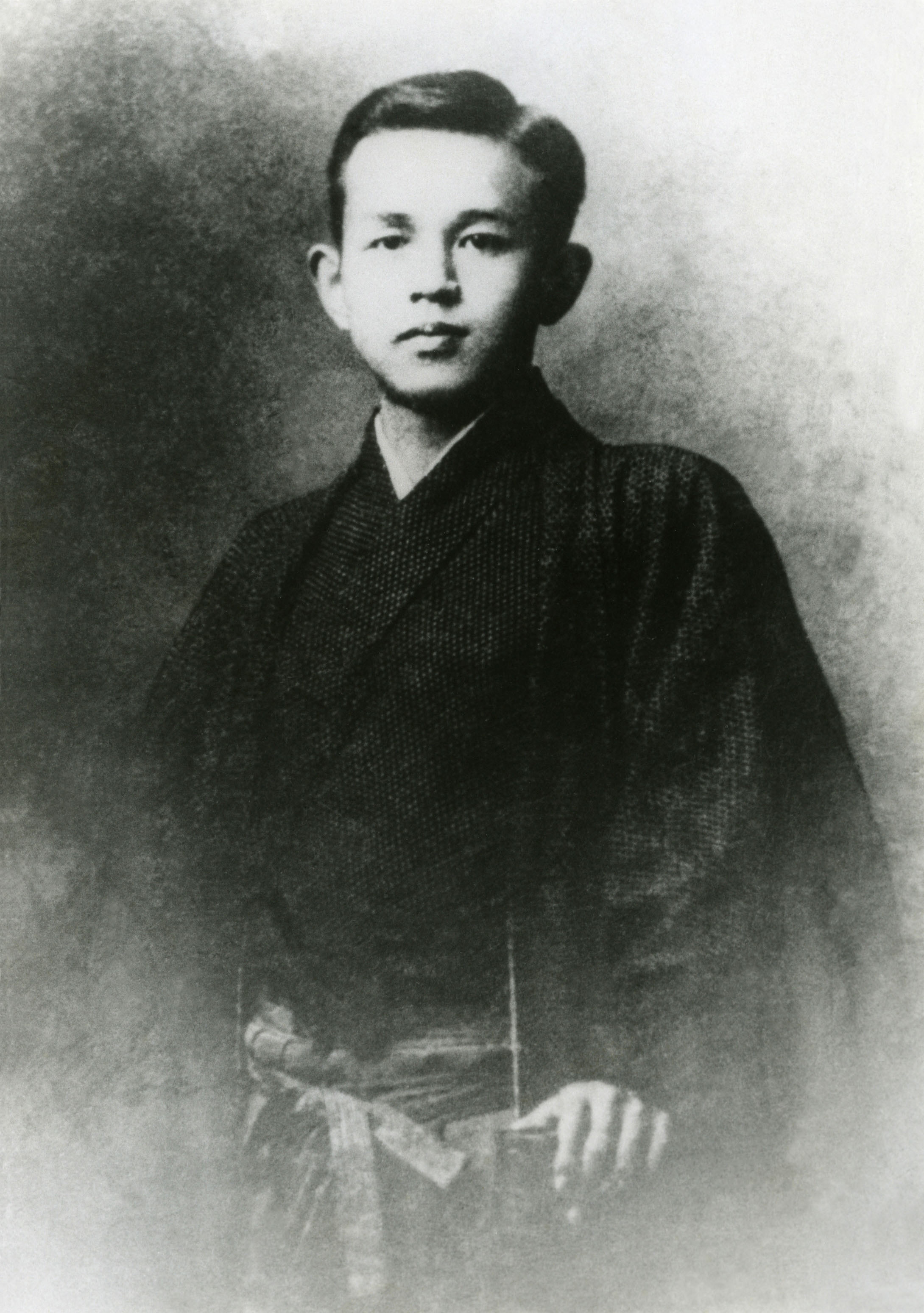
Takuboku Ishikawa

##### Gegenbewegungen zum Naturalismus

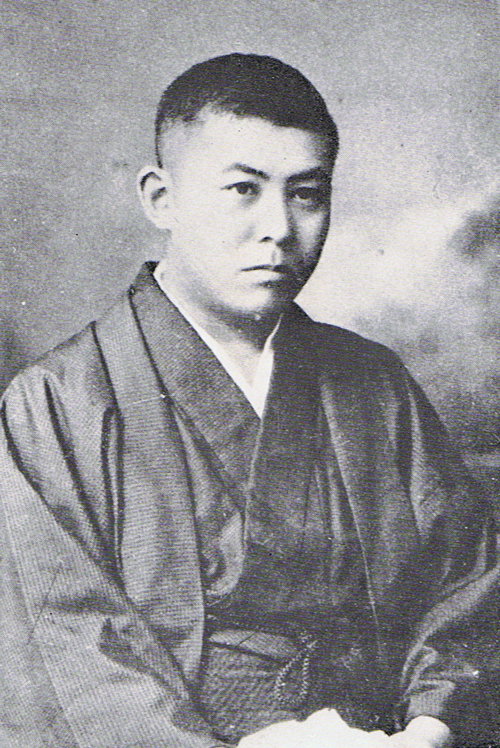
Tanizaki Jun’ichiro (1913)

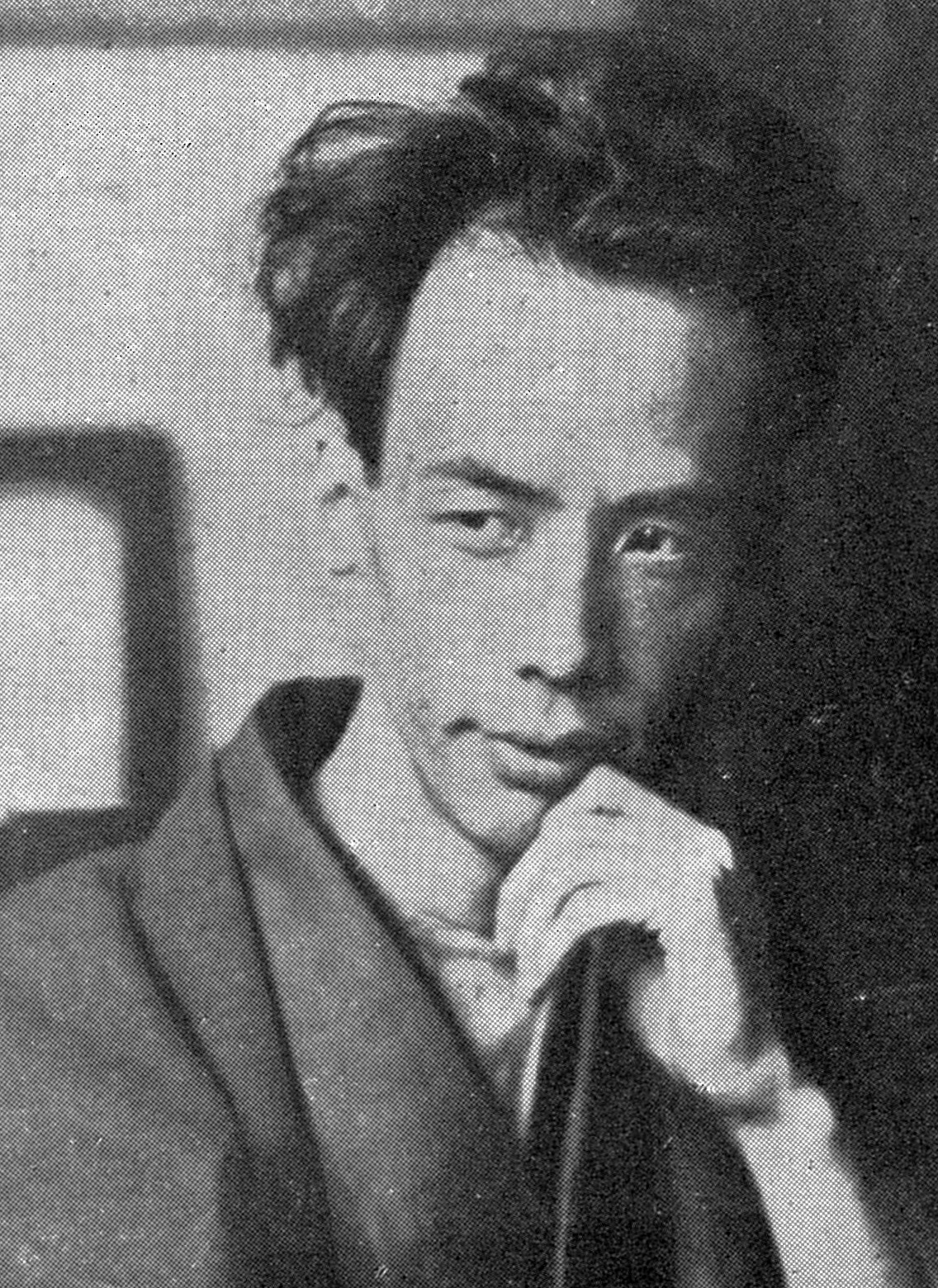
Akutagawa Ryunosuke

##### Aufstieg des Unterhaltungsromans

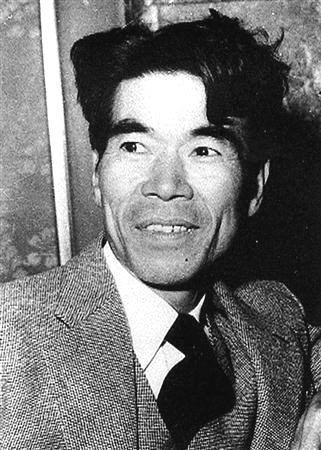
Yoshikawa Eiji

##### Die Moderne und die Proletarische Literatur

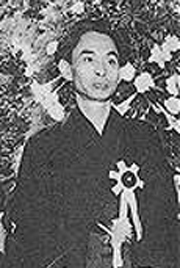
Nobelpreisträger Kawabata Yasunari

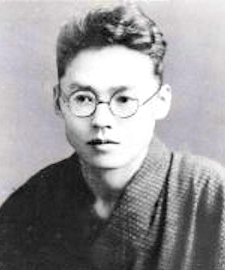
Ibuse Masuji